# SpywareBlaster
SpywareBlaster is een anti-malwareprogramma, waarmee bepaalde webbrowsers kunnen worden geïmmuniseerd tegen allerlei gevaren op het internet, zoals spyware, adware, browser hijackers en dialers. SpywareBlaster is een aanvulling op andere antimalwaresoftware.

## Browsers
SpywareBlaster beschermt volgende browsers:
- Internet Explorer, op websites die gebruikmaken van diens layout-engine, Trident
- Firefox
- Netscape
- SeaMonkey
- K-Meleon
- Google Chrome
- Pale Moon

## Werking en gebruik
SpywareBlaster voorkomt de installatie van bepaalde malware, doordat schadelijke websites aan de "verboden internetsites" in het register worden toegevoegd. Het voorkomt daarmee de installatie van gevaarlijke ActiveX-objecten en blokkeert in meerdere of mindere mate bezoeken aan die websites. Het biedt ook de mogelijkheid van een door de gebruiker gedefinieerde blokkering van zekere internetsites.
Verder kan met SpywareBlaster een back-up van het HOSTS-bestand worden gemaakt en kan Flash Player worden uitgeschakeld.

## Licentie
De handmatige updates zijn gratis, dit in tegenstelling tot de automatische updates.